# 129 (nombre)
Cet article concerne le nombre 129. Pour l'année, voir 129 et -129.
129 (cent-vingt-neuf ou cent vingt-neuf) est l'entier naturel qui suit 128 et qui précède 130.

## En mathématiques
Cent vingt-neuf est :
- le nombre semi-premier et entier de Blum 3 × 43,
- le plus petit nombre qui peut être exprimé comme une somme de trois carrés de quatre manières différentes : 112 + 22 + 22, 102 + 52 + 22, 82 + 82 + 12 et 82 + 72 + 42,
- la somme des dix premiers nombres premiers,
- un nombre heureux.

## Dans d'autres domaines
Cent vingt-neuf est aussi :
- le numéro de l'Interstate 129, une autoroute aux États-Unis,
- le numéro du colorant alimentaire de synthèse E129 (rouge) appelé rouge allura AC,
- Ligne 129 (chemin de fer slovaque).